# 佐伯鈴伎麻呂
佐伯 鈴伎麻呂（さえき の すずきまろ）は、平安時代初期の官人。多度郡少領・佐伯田公の長男で空海の兄と伝えられる。姓は直。没後に佐伯宿禰を賜姓されている。位階は外従五位下。

## 経歴
天長4年（827年）正月、外正六位上から外従五位下に叙される。元々の姓は直であったが、没後の貞観3年（861年）11月に佐伯宿禰姓を賜っている。

## 系譜
- 父：佐伯田公
- 母：玉依御前（または阿古屋御前） - 阿刀大足の娘（または妹）
- 妻：不詳
  - 男子：佐伯貞持
  - 男子：佐伯貞継
  - 男子：佐伯葛野